# Колібаші (Джурджу)
Колібаші (рум. Colibași) — село у повіті Джурджу в Румунії. Входить до складу комуни Колібаші.
Село розташоване на відстані 26 км на південь від Бухареста, 38 км на північний схід від Джурджу.

## Населення
За даними перепису населення 2002 року у селі проживали 2411 осіб, усі — румуни. Усі жителі села рідною мовою назвали румунську.